# 24 Horas de Le Mans de 1964
As 24 Hours of Le Mans de 1964 foi o 32º grande prêmio automobilístico das 24 Horas de Le Mans, tendo acontecido nos dias 20 e 21 de junho 1964 em Le Mans, França no autódromo francês, Circuit de la Sarthe.

## Resultados Finais

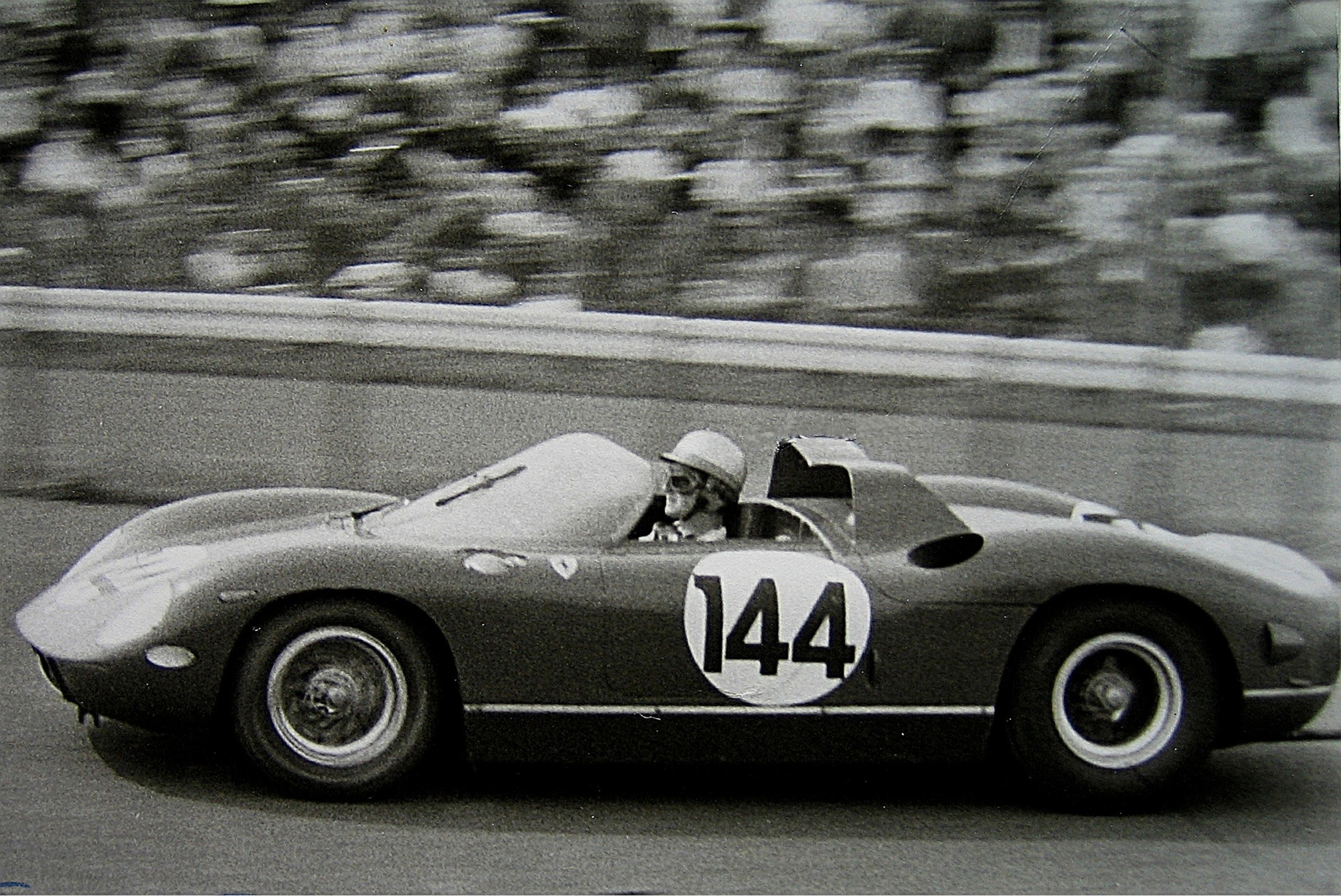
Ferrari 275P

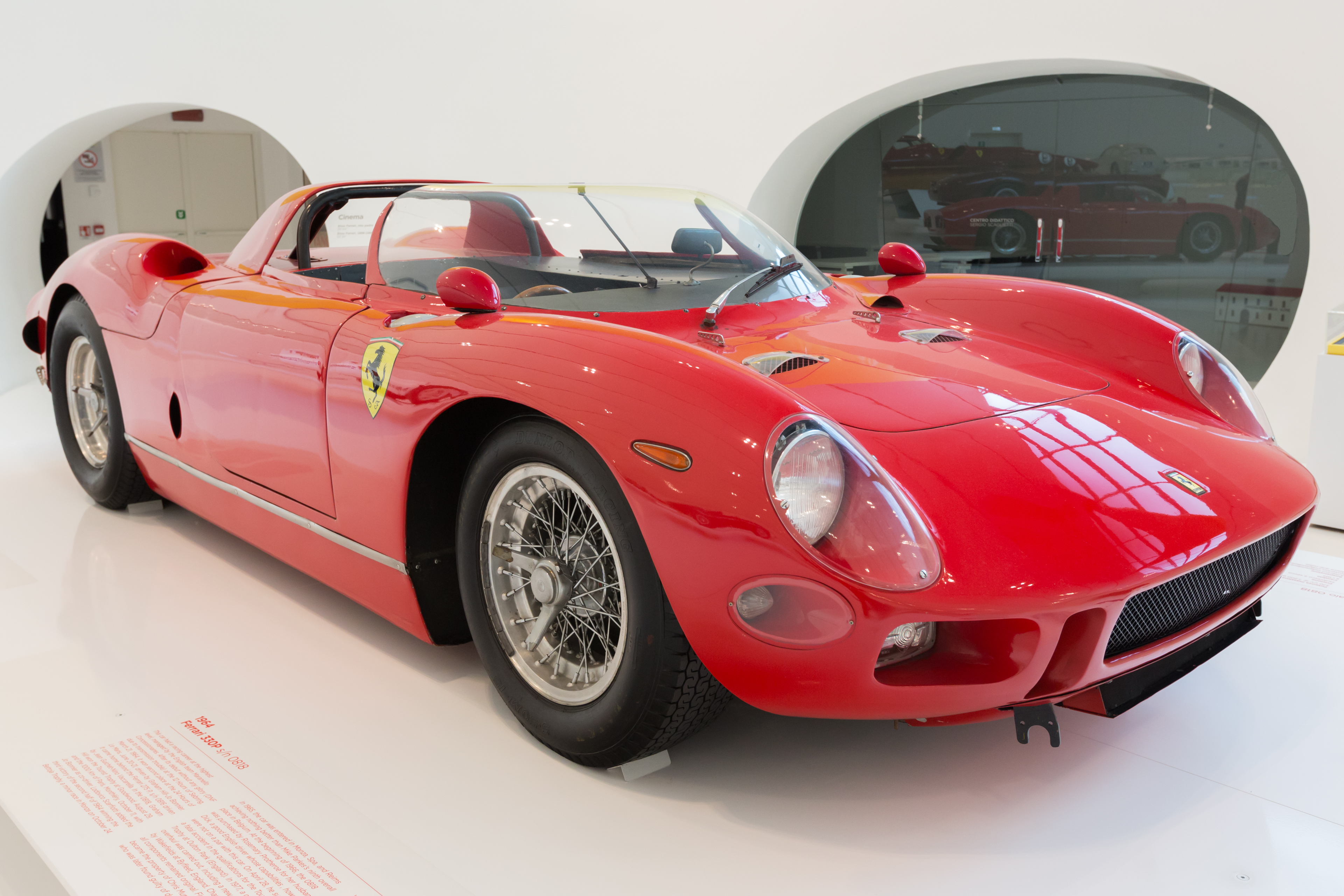
Ferrari 330P

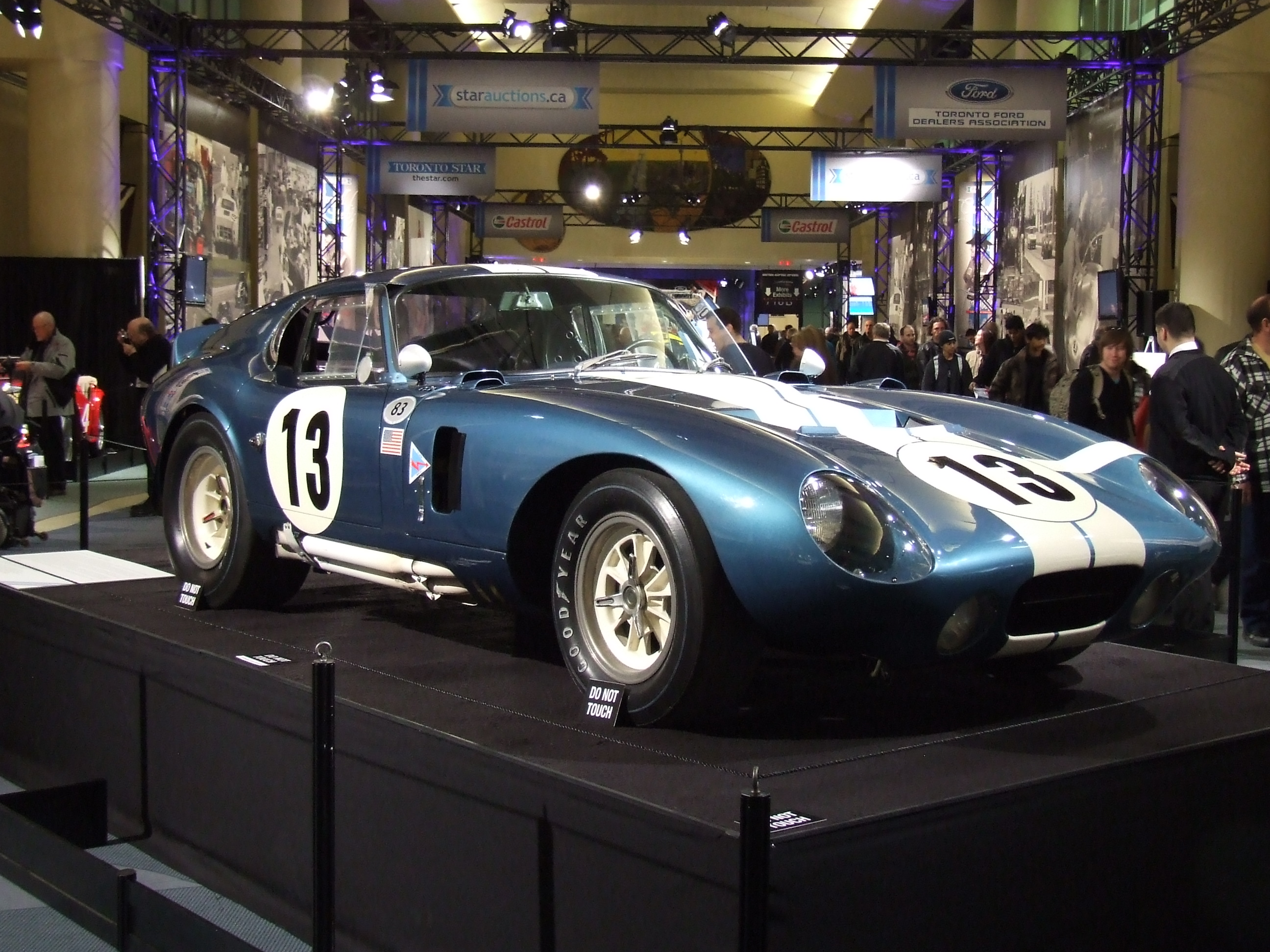
Shelby Cobra Daytona

| Pos    | Class   | Nº | Equipe                                           | Pilotos                                 | Chassis                      | Motor                            | Voltas |
| ------ | ------- | -- | ------------------------------------------------ | --------------------------------------- | ---------------------------- | -------------------------------- | ------ |
| 1      | P 5.0   | 20 | SpA Ferrari SEFAC                                | Jean Guichet Nino Vaccarella            | Ferrari 275P                 | Ferrari 3.3L V12                 | 349    |
| 2      | P 5.0   | 14 | Maranello Concessionaires                        | Graham Hill Jo Bonnier                  | Ferrari 330P                 | Ferrari 4.0L V12                 | 344    |
| 3      | P 5.0   | 19 | SpA Ferrari SEFAC                                | John Surtees Lorenzo Bandini            | Ferrari 330P                 | Ferrari 4.0L V12                 | 337    |
| 4      | GT +3.0 | 5  | Shelby-American Inc.                             | Dan Gurney Bob Bondurant                | Shelby Cobra Daytona         | Ford 4.7L V8                     | 334    |
| 5      | GT 3.0  | 24 | Ecurie Nationale Belge                           | Lucien Bianchi Jean Blaton              | Ferrari 250 GTO              | Ferrari 3.0L V12                 | 333    |
| 6      | GT 3.0  | 25 | Maranello Concessionaires                        | Innes Ireland Tony Maggs                | Ferrari 250 GTO              | Ferrari 3.0L V12                 | 328    |
| 7      | GT 2.0  | 34 | Auguste Veuillet                                 | Robert Buchet Guy Ligier                | Porsche 904/4 GTS            | Porsche 2.0L Flat-4              | 323    |
| 8      | GT 2.0  | 33 | Racing Team Holland                              | Ben Pon Henk van Zalinge                | Porsche 904/4 GTS            | Porsche 2.0L Flat-4              | 319    |
| 9      | GT 3.0  | 27 | North American Racing Team (NART) Fernand Tavano | Fernand Tavano Bob Grossman             | Ferrari 250 GTO              | Ferrari 3.0L V12                 | 315    |
| 10     | GT 2.0  | 31 | Porsche System Engineering                       | Gerhard Koch Heinz Schiller             | Porsche 904/4 GTS            | Porsche 2.0L Flat-4              | 315    |
| 11     | GT 2.0  | 35 | Scuderia Filipinetti                             | Herbert Müller Claude Sage              | Porsche 904/4 GTS            | Porsche 2.0L Flat-4              | 309    |
| 12     | GT 2.0  | 32 | "Franc"                                          | Jacques Dewes Jean Kerguen              | Porsche 904/4 GTS            | Porsche 2.0L Flat-4              | 308    |
| 13     | GT 1.6  | 57 | Scuderia St. Ambroeus                            | Roberto Bussinello Bruno Deserti        | Alfa Romeo Giulia TZ         | Alfa Romeo 1.6L I4               | 307    |
| 14     | P +5.0  | 1  | Auguste Veuillet                                 | Pierre Noblet Edgar Berney              | Iso Grifo A3C                | Chevrolet 5.4L V8                | 307    |
| 15     | GT 1.6  | 41 | Scuderia St. Ambroeus                            | Giampiero Biscaldi Giancarlo Sala       | Alfa Romeo Giulia TZ         | Alfa Romeo 1.6L I4               | 305    |
| 16     | P 5.0   | 23 | Ecurie Nationale Belge                           | Pierre Dumay Gerard Langlois van Ophem  | Ferrari 250LM                | Ferrari 3.3L V12                 | 298    |
| 17     | P 3.0   | 46 | Société des Automobiles Alpine                   | Roger Delageneste Henry Morrogh         | Alpine M64                   | Renault-Gordini 1.1L I4          | 292    |
| 18     | GT +3.0 | 64 | Société Chardonnet                               | Régis Fraissinet Jean de Mortemart      | AC Cobra                     | Ford 4.7L V8                     | 289    |
| 19     | GT 2.0  | 37 | British Motor Corporation                        | Paddy Hopkirk Andrew Hedges             | MG MGB Hardtop               | MG 1.8L I4                       | 287    |
| 20     | P 3.0   | 59 | Société des Automobiles Alpine                   | Roger Masson Teodore Zeccoli            | Alpine M63                   | Renault-Gordini 1.0L I4          | 284    |
| 21     | P 3.0   | 50 | Standard Triumph                                 | David Hobbs Rob Slotemaker              | Triumph Spitfire             | Triumph 1.1L I4                  | 272    |
| 22     | GT 1.3  | 43 | Team Elite '62                                   | Clive Hunt John Wagstaff                | Lotus Elite Mk14             | Coventry Climax 1.2L I4          | 266    |
| 23     | GT 1.3  | 52 | Société Automobiles René Bonnet                  | Philippe Farjon Serge Lelong            | René Bonnet Aérodjet         | Renault-Gordini 1.1L I4          | 260    |
| 24     | P 3.0   | 53 | Donald Healey Motor Company                      | Clive Baker William Bradley             | Austin-Healey Sprite Sebring | BMC 1.1L I4                      | 257    |
| 25 NC  | P 3.0   | 47 | Société des Automobiles Alpine                   | Mauro Bianchi Jean Vinatier             | Alpine M63                   | Renault-Gordini 1.0L I4          | 230    |
| 26 DNF | P 3.0   | 30 | Porsche System Engineering                       | Colin Davis Gerhard Mitter              | Porsche 904/8                | Porsche 2.0L Flat-8              | 244    |
| 27 DNF | GT +3.0 | 18 | Michael Salmon                                   | Michael Salmon Peter Sutcliffe          | Aston Martin DP214           | Aston Martin 3.7L I6             | 235    |
| 28 DNF | P 3.0   | 48 | Société Automobiles René Bonnet                  | Robert Bouharde Michel de Bourbon-Palma | René Bonnet Aérodjet         | Renault-Gordini 1.1L I4          | 216    |
| 29 DNF | P 5.0   | 10 | Ford Motor Company                               | Phil Hill Bruce McLaren                 | Ford GT40 Mk.I               | Ford 4.2L V8                     | 192    |
| 30 DNF | GT +3.0 | 16 | Peter Lindner                                    | Peter Lindner Peter Nöcker              | Jaguar E-Type Lightweight    | Jaguar 3.8L I6                   | 149    |
| 31 DNF | P 3.0   | 65 | Standard Triumph                                 | Jean-François Piot Jean-Louis Marnat    | Triumph Spitfire             | Triumph 1.1L I4                  | 140    |
| 32 DNF | P 3.0   | 29 | Porsche System Engineering                       | Edgar Barth Herbert Linge               | Porsche 904/8                | Porsche 2.0L Flat-8              | 139    |
| 33 DNF | P 3.0   | 54 | Société des Automobile Alpine                    | Philippe Vidal Henri Grandsire          | Alpine M64                   | Renault-Gordini 1.1L I4          | 133    |
| 34 DNF | GT +3.0 | 6  | Briggs S. Cunningham                             | Chris Amon Jochen Neerpasch             | Shelby Cobra Daytona         | Ford 4.7L V8                     | 131    |
| 35 DNF | P 3.0   | 45 | S.E.C.A. CD                                      | Pierre Lelong Guy Verrier               | CD 3                         | Panhard 1.2L Supercharged Flat-2 | 124    |
| 36 DNF | GT +3.0 | 9  | Rootes Group                                     | Peter Procter Jimmy Blumer              | Sunbeam Tiger Thunderbolt    | Ford 4.3L V8                     | 118    |
| 37 DNF | GT 3.0  | 26 | North American Racing Team (NART)                | Ed Hugus José Rosinski                  | Ferrari 250 GTO              | Ferrari 3.0L V12                 | 114    |
| 38 DNF | P 5.0   | 2  | Maserati France                                  | André Simon Maurice Trintignant         | Maserati Tipo 151/1          | Maserati 4.9L V8                 | 99     |
| 39 DNF | GT +3.0 | 17 | P.J. Sargent                                     | Peter Sargent Peter Lumsden             | Jaguar E-Type Lightweight    | Jaguar 3.8L I6                   | 80     |
| 40 DNF | P 3.0   | 44 | S.E.C.A. CD                                      | Alain Bertaut André Guilhaudin          | CD 3                         | Panhard 1.2L Supercharged Flat-2 | 77     |
| 41 DNF | GT +3.0 | 3  | AC Cars Ltd.                                     | Peter Bolton Jack Sears                 | AC Cobra Coupe               | Ford 4.7L V8                     | 77     |
| 42 DNF | P 5.0   | 21 | SpA Ferrari SEFAC                                | Mike Parkes Ludovico Scarfiotti         | Ferrari 275P                 | Ferrari 3.3L V12                 | 71     |
| 43 DNF | P 5.0   | 22 | SpA Ferrari SEFAC                                | Giancarlo Baghetti Umberto Maglioli     | Ferrari 275P                 | Ferrari 3.3L V12                 | 69     |
| 44 DNF | P 5.0   | 11 | Ford Motor Company                               | Richie Ginther Masten Gregory           | Ford GT40 Mk.I               | Ford 4.2L V8                     | 63     |
| 45 DNF | P 3.0   | 56 | Société Automobiles René Bonnet                  | Pierre Monneret Jean-Claude Rudaz       | René Bonnet Aérodjet         | Renault-Gordini 1.0L I4          | 62     |
| 46 DNF | P 5.0   | 15 | North American Racing Team (NART)                | Pedro Rodríguez Skip Hudson             | Ferrari 330P                 | Ferrari 4.0L V12                 | 58     |
| 47 DNF | P 5.0   | 12 | Ford Motor Company                               | Richard Attwood Jo Schlesser            | Ford GT40 Mk.I               | Ford 4.2L V8                     | 58     |
| 48 DNF | P 3.0   | 55 | Société Automobiles René Bonnet                  | Jean-Pierre Beltoise Gérard Laureau     | René Bonnet Aérodjet         | Renault-Gordini 1.1L I4          | 54     |
| 49 DNF | GT 1.6  | 40 | Scuderia St. Ambroeus                            | Fernand Masoreo Jean Rolland            | Alfa Romeo Giulia TZ         | Alfa Romeo 1.6L I4               | 47     |
| 50 DNF | P 3.0   | 60 | Société Automobiles René Bonnet                  | Bruno Basini Roland Charriére           | René Bonnet RB5              | Renault-Gordini 1.2L I4          | 44     |
| 51 DNF | GT +3.0 | 8  | Rootes Group                                     | Claude Dubois Keith Ballisat            | Sunbeam Tiger Thunderbolt    | Ford 4.3L V8                     | 37     |
| 52 DNF | P 3.0   | 49 | Standard Triumph                                 | Michael Rotschild Bob Tullius           | Triumph Spitfire             | Triumph 1.1L I4                  | 23     |
| 53 DNF | P 3.0   | 42 | Lawrence Tune Engineering                        | Chris J. Lawrence Gordon Spice          | Deep Sanderson 301           | BMC 1.3L I4                      | 13     |
| 54 DNF | GT 1.6  | 38 | Royal Elysées                                    | René Richard "Pierre Gelé"              | Lotus Elan                   | Lotus 1.6L I4                    | 7      |
| 55 DNF | P 5.0   | 58 | North American Racing Team (NART)                | David Piper Jochen Rindt                | Ferrari 250LM                | Ferrari 3.3L V12                 | 0      |

Legenda :DNQ = Não largou - DNF = Abandono - NC = Não classificado - DSQ= Desqualificado